# فالكنزيه
فالكنزي (بالألمانية: Falkensee) هي مدينة و بلدة ألمانية تقع في ألمانيا في براندنبورغ. يقدر عدد سكانها بـ 39,008 نسمة .

## أعلام
- كارل غوستاف ويت